# 普萊森特山站
普萊森特山站（英語：Mount Pleasant station）為位於艾奧瓦州亨利縣普萊森特山市的一座鐵路車站，地址為艾奧瓦州普萊森特山北阿當斯街418號。該站是離艾奧瓦州舊首府艾奧瓦市（Iowa City）目前僅有“加州和風號”一對列車停靠，每日約有45名旅客乘降（2010財年），是該州第二繁忙的火車站。

## 相關鏈接
- Amtrak - Stations - Mount Pleasant, IA
- Mount Pleasant Amtrak Station (USA RailGuide -- TrainWeb) （页面存档备份，存于）